# Dogs (manga)
Dogs (狗 - DOGS?, Ku -DOGS-) è una serie manga ideata da Shiro Miwa. La serie si focalizza su quattro personaggi principali, e sulla loro ricerca di una via per la sopravvivenza, in un mondo distopico di estrema violenza, caratterizzato dalle manipolazioni genetiche e altri crudeli esperimenti scientifici.
Il manga viene inizialmente serializzato dalla rivista Ultra Jump nel 2001 e successivamente raccolto in un volume unico, intitolato Dogs: Stray Dogs Howling in the Dark, seguito da un capitolo extra intitolato Dogs/Hardcore Twins. Nel 2005 la serie inizia ad essere pubblicata con periodicità irregolare sempre su Ultra Jump con il titolo di Dogs: Bullets & Carnage. Entrambi i titoli sono stati pubblicati anche in Italia da Planet Manga. Il volume del manga Dogs: Stray Dogs Howling in the Dark è stato adattato nel 2009 in una serie di OAV di 4 episodi prodotta da David Production.

## Trama
In un futuro non ben definito, una città Europea si estende sotterraneamente tra segreti e oscuri livelli contenenti le chiavi del passato dei protagonisti. La serie si focalizza sui quattro personaggi principali e sulla loro ricerca di una via per sopravvivere in un dispotico mondo di estrema violenza, manipolazioni genetiche e altri crudeli esperimenti scientifici.

## Personaggi

### Personaggi principali
Heine Rammsteiner (ハイネ・ラムシュタイナー?, Haine Ramushutaina)

Un pistolero albino con pesanti alterazioni genetiche e impianti, come il collare fuso nel retro del suo collo, che gli dona straordinarie capacità curative, permettendogli di rigenerare gran parte delle ferite. È noto che da bambino uccise la sua "sorellina" Lily, anch'essa un esperimento genetico, durante una fase di furia cieca. Tutto ciò ha portato Haine ad avere un'estrema paura delle donne, al punto da portarlo in uno stato di berserk (furia violenta) quando gli si avvicinano troppo. Solitamente emozionalmente distaccato dagli altri, possiede un'altra personalità amante della violenza e della distruzione. All'inizio della storia ha liberato Nill, una ragazzina dotata di ali piumate e frutto di un esperimento, dalla prostituzione, sviluppando con lei un particolare legame. Infatti sembra l'unica a poter toccare fisicamente Haine senza condurlo nel suo stato di berserk.
Haine lavora spesso con Badō e non si fa scrupoli a farsi strada con piogge di proiettili. Il denaro non ha molta importanza per Haine. 
Sta lentamente svelando dettagli riguardanti la sua infanzia passata in un impianto di ricerca sotterraneo adibito alla creazione di distruttive armi umane. Impugna una pistola Mauser bianca ed una Luger collegate tra loro da una lunga catena posta alla base dell'impugnatura di ciascuna pistola.
Badō Nails (バドー・ネイルズ?, Badō Neiruzu)

Un incallito fumatore, giornalista e fotografo freelance spesso coinvolto dal suo lavoro e dalla sua dipendenza dalla nicotina in sparatorie e umoristiche, ma pericolose situazioni.
Viene spesso canzonato per via della benda che porta sull'occhio destro. Ha dei lunghi capelli rossi e delle cicatrici rispettivamente sull'occhio destro e sulla mano, segni di un possibile passato violento e traumatico. Aveva un fratello maggiore anch'esso fumatore, Badō stesso sostiene sia morto. Sembra sia stato un vero e proprio esempio per Badō, ed è per emulare il fratello che iniziò a fumare in giovane età.
Spesso protagonista di momenti comici e sbalzi d'umore che possono trasformarlo in una macchina per uccidere in relazione alla disponibilità di sigarette e al livello di nicotina nel suo sangue.
I suoi modi di fare divertenti, quasi comici, bilanciano la seriosità degli altri personaggi.
Usa un paio di mitragliette MAC-10.
Naoto Fuyumine (ふゆみね なおと?, Fuyumine Naoto)

Rimasta orfana in tenera età, fu trovata in stato di amnesia dopo l'estremamente violento massacro dei suoi genitori, massacro che le lascerà una cicatrice a forma di X sul petto. Fu raccolta agonizzante ed in fin di vita, cresciuta e addestrata da uno spadaccino che credeva fosse l'assassino dei suoi genitori. L'uomo la chiamò Naoto, come qualcuno nel suo passato, lo stesso Naoto che poi scoprirà essere colui che assassinò brutalmente i suoi cari.
Solamente dopo la morte del suo mentore ne scoprì il nome, Fuyumine, e lo adottò come suo cognome. Sembra infatti che durante gli anni spesi con Fuyumine, Naoto sviluppò una sorta di affetto per lui, tanto da riferirsi a lui come "padre". Da allora Naoto ha fatto amicizia con Nill e ha seguito Haine nel tentativo di scoprire di più sulla storia di Fuyumine, sul vero Naoto e per avere la sua vendetta.
Combatte con una katana ereditata dal suo "maestro". Fuori dal gruppo composto da se stessa, Haine e Badō sembra sia più gentile e meno incline ad uccidere.
Non sembra andare molto d'accordo con Haine, e la maggior parte del tempo passata insieme al di fuori degli scontri è speso criticandosi a vicenda. Questo è probabilmente dovuto ai brutali metodi utilizzati da Haine. Solitamente a Badō tocca il compito di allentare le tensioni tra i due. Comunque, davanti ai nemici, risulta veramente letale la cooperazione tra i due.
Mihai Mihaeroff (ミハイ・ミハエロフ?, Mihai Mihaerofu)

Un ex sicario con un pessimo senso dell'orientamento. Decisamente più anziano degli altri protagonisti, possiede un fisico muscoloso, una barba incolta e cicatrici su tutto il corpo. Grazie a svariati anni di esperienza come assassino riesce a mantenere la calma sotto pressione ed in situazioni pericolose.
È un amico di vecchia data di Kiri, ex prostituta e proprietaria del ristorante "Buon Viaggio". Dieci anni prima dell'inizio della storia era al servizio di un boss della mafia e mentore del figlio del capo, un ragazzo psicologicamente disturbato di nome Ian. In quel periodo Mihai era coinvolto in una relazione romantica con una prostituta di nome Milena, ma la relazione finì quando Ian la uccise brutalmente dopo un rapporto. Durante la storia narrata in Dogs Mihai si confronta con Ian e successivamente fallirà il suo tentativo di proteggerlo da un'imboscata. Ha aiutato Badō a fuggire da dei gangster e nei recenti capitoli ha protetto i passeggeri di un treno deragliato da un esercito di misteriosi assassini.

### Altri personaggi
Ernest Rammsteiner (アーネスト·ラムシュタイナー?, Aanesuto Ramushutaina)

Copertina italiana del primo volume di Dogs - Pallottole e sangue

Bishop è l'unico prete di una vecchia chiesa e apparentemente conosce Haine da molto tempo.
Presumibilmente non vedente, sostiene d poter vedere tramite gli altri sensi.
Amante dello stile Gothic-Lolita, veste Nill in quel modo e successivamente anche Naoto mentre le vengono riparati i vestiti.
Nonostante il suo grave handicap, Bishop ha dimostrato di essere uno spadaccino di notevole abilità; avendo addirittura incrociato la spada con quella di Freuling e sopravvivendo per raccontarlo.
Una volta Haine lo descrisse come il "feroce custode" della chiesa. Il suo vero nome è Ernest Rammsteiner ed è il "lost number one" (il primo Cerbero). Infatti è un'altra persona modificata con un collare simile a quello di Haine.
Nill (ニル?, Niru)

Una ragazza muta che Haine ha salvato da dei gangster che l'avrebbero costretta a prostituirsi. È stata geneticamente modificata in modo da avere un paio di piccole ali piumate sulla schiena. Si dice che gli esseri modificati per avere qualcosa in più rispetto ad un normale umano, come le ali, vengano privati di qualcos'altro per non essere superiori agli esseri umani, la voce nel caso di Nill. È l'unica femmina che fa sentire Haine a proprio agio, oltre che essere l'unica a non scatenare una sua reazione violenta attraverso un contatto fisico.
Non sa cucire e sta cercando di imparare in modo da poter aggiustare gli abiti danneggiati di Haine e Naoto.
Lily (リリィ?, Ririi)

La sorellina defunta di Haine; appare solamente nei suoi flashback. Si trovava nell'istituto di ricerca assieme ad Haine e molti altri bambini dotati delle stesse modifiche genetiche. Oltre alle capacità curative, sembra condividere con il "fratello maggiore" anche i momenti di furia omicida.
Giovanni Rammsteiner (ジョヴァンニ?, Jovanni)

Il "fratello minore" di Haine, che sembra condividere le sue straordinarie capacità curative. Ama provocare Haine, in particolare per quanto riguarda la morte di Lily, in modo da farlo infuriare.
Indossa un vestito elegante, un paio di occhiali da sole e porta i capelli a caschetto.
Ian (イアン?, Ian)

Figlio di un boss locale, venne addestrato da Mihai. Uccise Milena in un momento di folle gelosia, era infatti convinto che Milena avrebbe allontanato da lui Mihai. 
Kiri (キリ?, Kiri)

La proprietaria del "Buon Viaggio", il ristorante frequentato da tutti i protagonisti. Ex prostituta e amica di Mihai, condivide con lui avvenimenti passati che devono ancora essere chiariti. Ha i capelli biondi che porta corti. È famosa per la sua forte personalità, tanto da riuscire spesso ad intimorire Mihai e gli altri clienti.